# Komturzy pokrzywieńscy
Jest to chronologiczna lista komturów zakonu krzyżackiego sprawujących władzę w regionie Pokrzywna od powstania komturstwa do roku 1324:
Komturzy pokrzywieńscy:
- Henryk Brabantczyk 1278–1286
- Jan von Alvensleben 1309–1320
- Gunter von Schwarzburg Młodszy 1321–1324
- Henryk von Gera 1326